# Skvalen
Skvalen je organsko jedinjenje, koje sadrži 30 atoma ugljenika i ima molekulsku masu od 410,718 . Ubraja se u klasu organskih jedinjenja terpena, kao jedan od retkih primera životinjskog porekla (nalazi se u ribljim uljima, prvenstveno kod ajkula u jetri), pored ambreina, budući da su terpeni uglavnom biljnog porekla. Takođe, prisutan je i u ljudskom sebumu.

## Osobine
| Osobina                  | Vrednost |
| ------------------------ | -------- |
| Broj akceptora vodonika  | 0        |
| Broj donora vodonika     | 0        |
| Broj rotacionih veza     | 15       |
| Particioni koeficijent ( | 11,3     |
| Rastvorljivost (logS, log(mol/L))       | -11,2    |
| Polarna površina (PSA, Å2)  | 0,0      |

## Literatura
- Clayden, Jonathan; Greeves, Nick; Warren, Stuart; Wothers, Peter (2001). Organic Chemistry (I изд.). Oxford University Press. ISBN 978-0-19-850346-0.
- Smith, Michael B.; March, Jerry (2007). Advanced Organic Chemistry: Reactions, Mechanisms, and Structure (6th изд.). New York: Wiley-Interscience. ISBN 0-471-72091-7.